# Запорізький провулок (Мелітополь)
Запорізький провулок — провулок у Мелітополі. Починається від виїзда з Інтеркультурної вулиці, закінчується виїздом на Університетську вулицю.

## Назва
Провулок названий на честь міста Запоріжжя.

## Історія
До 1929 року провулок називався провулком Леніна.
17 червня 1929 провулок був перейменований на Запорізький.